# Мунцімир

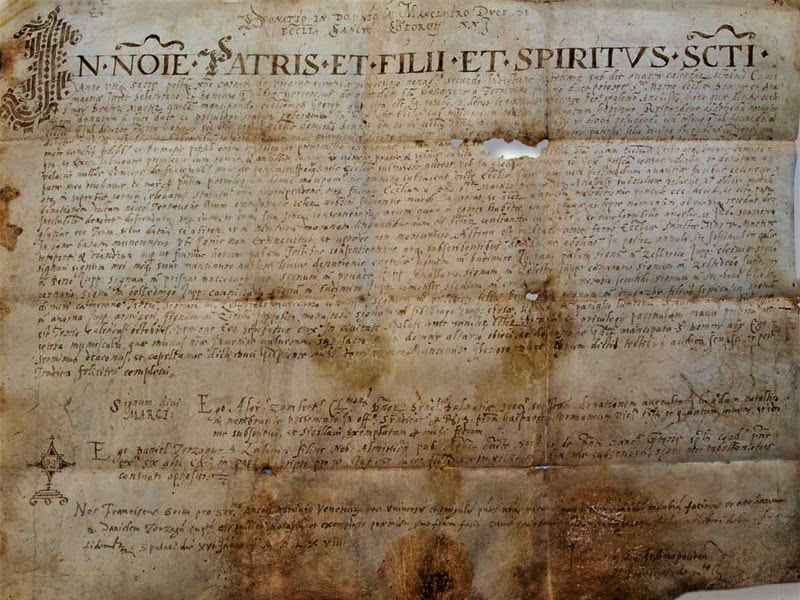
Повелья князя Мунцімира 892 року

Мунціми́р (хорв. Muncimir, Мутімир, помер у 910 році) — князь Хорватії в 892 — 910 роках.
Мунцімир був третім, молодшим сином Трпимира I, засновника династії Трпимировичів. Його брат Здеслав був повалений і убитий в 879 році прихильниками князя Бранімира, що не належав до роду Трпимировичів. У 892 році, після смерті Браніміра, Мунцімир став князем Хорватії, повернувши таким чином Трпимировичам хорватський трон.
У правління Бранімира Хорватія придбала фактичну незалежність, Мунцімир продовжив курс на зміцнення незалежної князівської влади. Резиденція Мунцімира розташовувалася в Каштелу (неподалік від Спліту).
Після смерті Мунцімира на трон зійшов Томіслав, який став першим хорватським королем. Ступінь споріднення між Мунцімиром і Томіславом точно не встановлено, імовірно Томіслав був його сином.